# Ordonnanzrevolver 1878

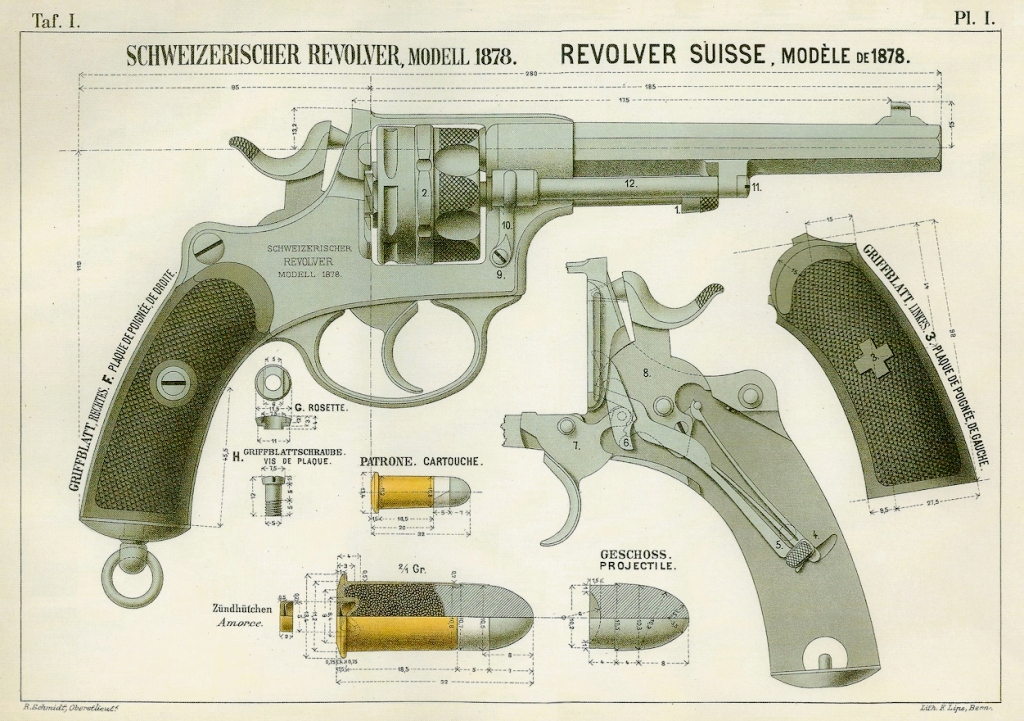
Ordonnanz-Zeichnungstafel Revolver 1878

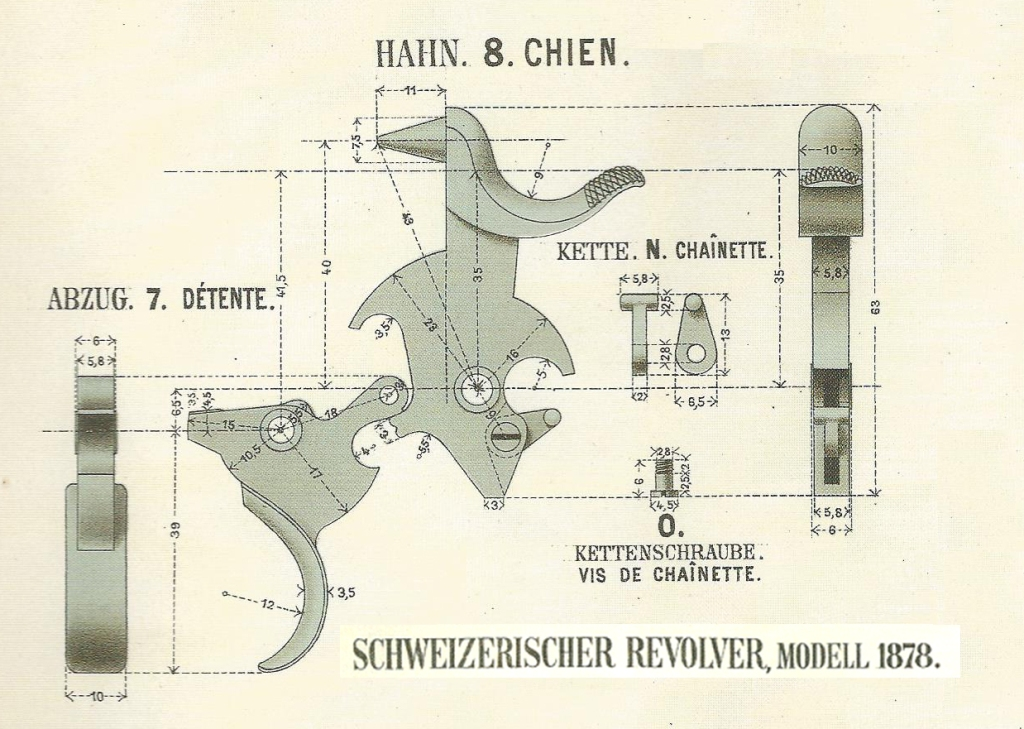
Revolver 1878, Abzugsmechanismus

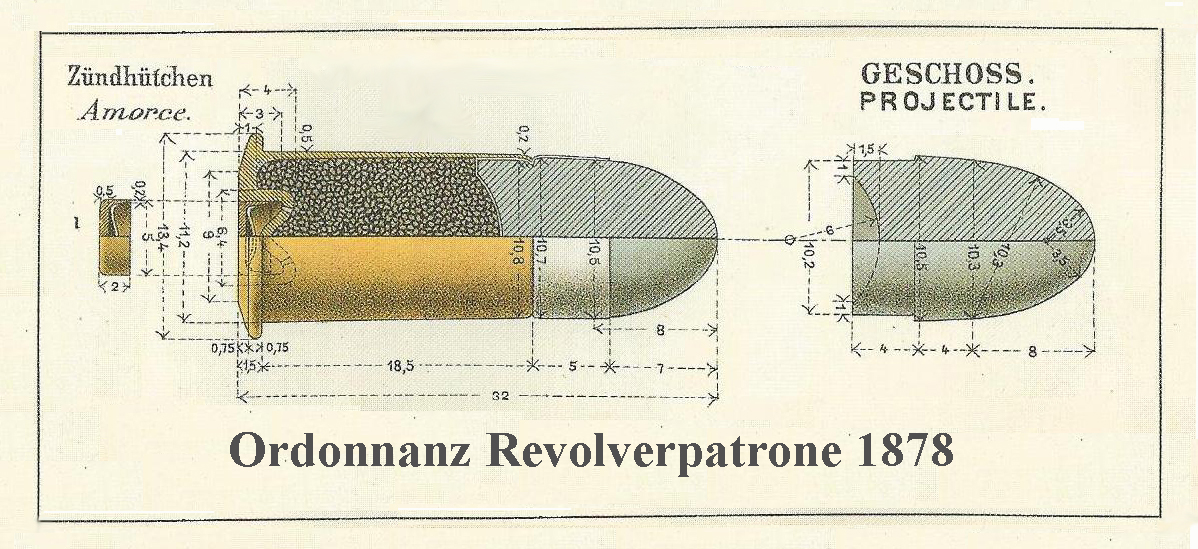
Zentralfeuerpatrone Ordonnanz 1878

Der Ordonnanzrevolver 1878 ist eine durch Bundesratsbeschluss 1878 eingeführte Ordonnanzwaffe, nachdem die Fabrikation des Ordonnanzrevolvers 1872 eingestellt wurde. Die Waffe verschoss die Schwarzpulverpatrone im Kaliber 10,4 mm mit Zentralfeuerzündung. Von 1879 bis 1880 wurden in der Eidg. Waffenfabrik Bern 6000 dieser Revolver hergestellt, wovon 4601 Stück an die Kriegsmaterialverwaltung ausgeliefert wurden. Der Ordonnanzrevolver 1878 war der letzte im Kaliber 10,4 mm für die Armee hergestellte Revolver. Zur Bewaffnung der nicht berittenen Offiziere wurde 1882 der Revolver Modell 1882 im Kaliber 7,5 mm eingeführt.

## Geschichte
Nach der Einführung des durch Rudolf Schmidt weiter entwickelten Chamelot-Delvigne Revolvers, dem Ordonnanzrevolver 1872, der sich durch seinen einfachen Aufbau bewährte, wurden beim Eidgenössischen Militärdepartement diverse Eingaben eingereicht, die den Revolver 1872 als veraltet kritisierten und den Ersatz durch moderne Entwicklungen mit automatischem Hülsenauswurf oder einem Extraktionsstern analog des Systems von Smith & Wesson verlangten. Grund: Schnellere Schussfolge. Versuche mit einem Revolver System v. Steiger ergaben Schussfolge von 10 Schuss in 20 Sekunden, während es der Ordonnanzrevolver 1872 auf 6 Schuss brachte. Auch Emil Krauser, Vorarbeiter bei der Waffenfabrik Bern versah 1877 einen von J. Warnant in Belgien entwickelten Revolver mit einer automatischen Vorrichtung zum Hülsenauswurf. Alle Einwände von Rudolf Schmidt, das Schloss dieser Waffen mit automatischem Hülsenauswurf sei zu kompliziert aufgebaut und führe zu Versagern wurde nicht akzeptiert, sogar General Hans Herzog ignorierte Schmidts Einwand. Schmidt entwarf in der Folge einige Prototypen mit Abklapp- oder Ausschwenklauf und einem Extraktionsstern zum Auswerfen der Hülsen.
Nach Tests mit allen dieser Revolver erkannte schliesslich auch das Militärdepartement, dass die sichere Funktion einer im Feld geführten Waffe wichtiger ist als ihre theoretisch mögliche Schussfolge. Zudem waren es auch preisliche Gründe, die den Bundesrat veranlassten, den Warnant Revolver einzuführen.
1877 wurden vom Eidgenössischen Militärdepartement 10 bei der Firma Scholberg & Cadet in Lüttich, Belgien hergestellte Warnant Revolver im schweizerischen Kaliber 10,4 mit Zentralzündung bestellt.
Bundesratsbeschluss vom 27. Sept. 1878
- 1. Centrale Zündweise für Revolver
- 2. Umänderung der Revolver 1872
- 3. Adoption eines veränderten Revolvermodells No 8 mit Warnant-Schloss-Construction und verbessertem Entladestok, als Ordonnanz-Modell 1878, für künftige Beschaffungen an Stelle des bisherigen Modells 1872

Bundesratsbeschluss vom 21. Mai 1879
- Ordonnanzbereinigung für das Revolvermodell 1878, unter Adoption von 7 Abänderungsvorschlägen von R. SCHMIDT

## Technik
Der Ordonnanzrevolver 1878 System Warnant entspricht, abgesehen vom Schlossmechanismus, dem Patronenauswerfer, des Fehlens der Ladeklappe und den verwendeten Materialien seinem Vorgänger, dem Ordonnanzrevolver 1872. Wie bei diesen ist das Schloss doppeltwirkend, zum Präzisionsschiessen wird der Hahn von Hand gespannt, zum Schnellschiessen wird nur der Abzug betätigt.
Der Schlossmechanismus System Warnant-Schmidt besteht aus weniger Teilen als der des Vorgängers Modell 1872. Die Funktion geht aus den Abbildungen SCHWEIZERISCHER REVOLVER Modell 1878 sowie HAHN & CHIEN hervor.
Auf die Ladeklappe wurde verzichtet, da die Stellung der Trommel beim Transport und Schiessen ein Herausfallen der Patronen nicht erlaubt (Originaltext Reglement 1878: „Der schiefe Einschub im Stossboden des Gerippes verhindert deren freiwilliges Zurückweichen“).
Die 1878-Revolver hatten Hartgummigriffschalen, Gesamtlänge der Waffe 280 mm, Gewicht 1000 g. Visierlinie 175 mm. Der oktogonale Lauf, Lauflänge 150 mm im Kaliber 10,4 mm hatte 4 Züge, Tiefe der Züge 0,30 mm, ein Umgang 250 mm, Rechtsdrall.

## Munition
Die Ordonnanzrevolver Modell 1878 verschossen wie die auf Zentralfeuerzündung abgeänderten Ordonnanzrevolver 1872 die im Eidgenössischen Laboratorium, Thun hergestellten Zentralfeuerpatronen mit Berdanzündung.
- Kaliber 10,4 mm (Toleranz max. 10,45, min. 10,35 mm)
- Messinghülse, Länge 20 mm. Gewicht: 3,8 g
- Ladung, 1 g Schwarzpulver No. 1
- Geschoss, Blei 12,5 g, äusserlich gefettet, Papierumhüllung: 0,8 g
- Patrone, Länge: 32 mm, Gesamtgewicht: 17,5 g
- Anfangsgeschwindigkeit Vo: 185 m/s